# Procés adiabàtic

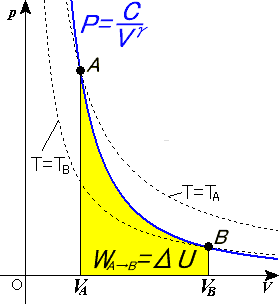
Gràfica d'un procés adiabàtic en funció de la pressió p i el volum V. L'àrea groga és el treball associat al canvi entre els punts A i B

Un procés adiabàtic és aquell en el qual el sistema (generalment, un fluid que exerceix un treball) no intercanvia calor amb el seu entorn. Un procés adiabàtic que és, a més, reversible, és un procés isentròpic.
L'extrem oposat, en el qual té lloc la màxima transferència de calor, causant que la temperatura romangui constant, es denomina procés isotèrmic. El terme adiabàtic fa referència a elements que impedeixen la transferència de calor amb l'entorn. Una paret aïllada s'aproxima bastant a un límit adiabàtic.
Un altre exemple n'és la temperatura adiabàtica de flama, que és la temperatura que podria arribar a una flama si no hi hagués pèrdua de calor cap a l'entorn. En climatització, els processos d'humectació (aportació de vapor d'aigua) són adiabàtics, ja que no hi ha transferència de calor, malgrat s'aconsegueixi variar la temperatura de l'aire i la seva humitat relativa. L'escalfament i refredament adiabàtic són processos que comunament ocorren a causa del canvi en la pressió d'un gas. Això pot ser quantificat usant la llei dels gasos ideals.

## Refredament adiabàtic de l'aire
Hi ha tres relacions en el refredament adiabàtic de l'aire:
1. La relació ambient de l'atmosfera, que és la proporció en la qual l'aire es refreda a mesura que n'augmenta l'altitud.
2. La taxa seca adiabàtica, és d'un -1° per cada 100 metres de pujada.
3. La taxa humida adiabàtica és d'uns -0,6° - 0,3° per cada 100 metres de pujada.

La primera relació es fa servir per a descriure la temperatura de l'aire circumdant a través del qual està passant l'aire ascendent. La segona i tercera proporció són les referències per a una massa d'aire que està ascendint en l'atmosfera. La taxa seca adiabàtica s'aplica a l'aire que està per sota del punt de rosada, per exemple si no està saturat de vapor d'aigua, mentre que la taxa humida adiabàtica s'aplica a l'aire que ha arribat al seu punt de rosada. El refredament adiabàtic és una causa comuna de la formació de núvols.
El refredament adiabàtic no ha d'involucrar necessàriament un fluid. Una tècnica usada per a arribar a temperatures molt baixes (milionèsimes de grau sobre el zero absolut) és la desmagnetització adiabàtica, en què el canvi en un camp magnètic en un material magnètic es fa servir per a aconseguir un refredament adiabàtic.

### Treball exercit per un fluid en procés adiabàtic.
La fórmula que quantifica aquest valor ens diu que el treball és proporcional a l'increment dels productes de pressió i volum i inversament proporcional a (1-γ). La lletra grega gamma representa el coeficient adiabàtic, adimensional. Mentre el treball, la pressió i el volum són dimensionals.
{\displaystyle W=(p_{2}\cdot V_{2}-p_{1}\cdot V_{1})/(1-\gamma )}

## Processos adiabàtics en mecànica quàntica
En mecànica quàntica, una transformació adiabàtica és un canvi lent hamiltonià quàntic {\displaystyle {\hat {H}}\,} que descriu el sistema, i que resulta en un canvi dels valors propis del hamiltonià, però no dels seus estats propis.